# Прокофьев, Виктор Иванович
Виктор Иванович Прокофьев (1923—1943) — советский военнослужащий. Участник Великой Отечественной войны. Герой Советского Союза (1943). Сержант.

## Биография
Виктор Иванович Прокофьев родился в 1923 году в деревне Вырыпаевка Симбирского уезда Симбирской губернии РСФСР СССР (ныне одноимённый микрорайон в Засвияжском районе города Ульяновска Российской Федерации) в крестьянской семье. Русский. Окончил начальную школу. До призыва на военную службу работал в колхозе.
В ряды Рабоче-крестьянской Красной Армии В. И. Прокофьев был призван Ульяновским районным военкоматом Куйбышеской области в январе 1942 года. Окончил школу младших командиров. В боях с немецко-фашистскими захватчиками младший сержант В. И. Прокофьев со 2 июля 1943 года на Воронежском фронте в должности командира отделения 9-й стрелковой роты 465-го стрелкового полка 167-й стрелковой дивизии 38-й армии. Боевое крещение принял в Курской битве на юго-западной части Курской дуги в Сумском районе Сумской области. Виктор Иванович отличился во время Белгородско-Харьковской операции. 8 августа 1943 года продвижение его батальона было остановлено шквальным заградительным огнём вражеского заслона. Проявив инициативу, младший сержант Прокофьев выдвинул на огневую позицию 50-миллиметровый миномёт и точным огнём уничтожил засаду противника. Ликвидированная миномётчиками группа немцев была лишь авангардом крупных сил немецкой пехоты, пытавшимся занять выгодные позиции до подхода основных сил. Скоро батальон вступил в бой с численно превосходящим противником. В ожесточённом бою из строя вышел весь офицерский состав 9-й стрелковой роты. Приняв командование ротой на себя, младший сержант Прокофьев умело отразил контратаки неприятеля и удержал занимаемые рубежи. За отличие в бою Виктор Иванович был произведён сержанты и награждён медалью «За боевые заслуги».
Разгромив немецко-фашистские войска в Курской битве, воинские соединения Воронежского фронта практически без паузы начали Битву за Днепр. В ходе Сумско-Прилукской фронтовой операции сержант В. И. Прокофьев в составе своего подразделения форсировал реку Псёл, участвовал в операции по освобождению города Сумы, освобождал Левобережную Украину, пройдя с боями около 300 километров. В двадцатых числах сентября 1943 года 167-я стрелковая дивизия передовыми отрядами вышла к Днепру. 26 сентября 1943 года штурмовой батальон 520-го полка дивизии форсировал водную преграду у села Вышгород Киевской области Украинской ССР и захватил плацдарм, на который начали переправу основные силы полка. 28 сентября 1943 года частью сил дивизии Вышгород был освобождён. Однако появление советских войск в непосредственной близости от Киева заставило немецкое командование бросить на ликвидацию вышгородского плацдарма крупные резервы. В результате немецкого контрудара под Вышгородом 29 сентября 1943 года подразделения 167-й стрелковой дивизии были оттеснены к северу от села. Непрерывные контратаки многократно превосходящих сил противника создали реальную опасность ликвидации плацдарма. В сложившихся условиях перед 465-м стрелковым полком была поставлена задача форсировать старое русло Днепра и отвлечь на себя часть сил неприятеля. 30 сентября 1943 года под сильным артиллерийским и миномётным огнём первым переправилось через реку отделение сержанта Прокофьева. Заняв выгодные оборонительные рубежи, В. И. Прокофьев со своими бойцами в течение 15 часов вёл неравный бой с противником. Метким огнём десантники подавляли вражеские огневые средства и наносили неприятелю значительный урон в живой силе, чем обеспечили переправу основных сил полка. В ходе боя Виктор Иванович лично уничтожил 3 огневые точки и до 12 вражеских солдат. Был ранен, но не покинул поля боя. За отвагу и геройство, проявленные при форсировании Днепра и в боях за плацдарм на его правом берегу, указом Президиума Верховного Совета СССР от 13 ноября 1943 года сержанту Прокофьеву Виктору Ивановичу было присвоено звание Героя Советского Союза.
Удержать плацдарм у Вышгорода подразделениям 167-й стрелковой дивизии не удалось, и в первых числах октября они были отведены за Днепр. С этого времени о судьбе В. И. Прокофьева ничего не известно. К моменту опубликования указа Президиума Верховного Совета СССР в части он числился пропавшим без вести.

## Награды
- Медаль «Золотая Звезда» (13.11.1943);
- орден Ленина (13.11.1943);
- медаль «За боевые заслуги» (11.08.1943).

## Память
- Именем Героя Советского Союза В. И. Прокофьева названа улица в Ульяновске, на одном из домов установлена мемориальная доска.
- Имя В. И. Прокофьева увековечено на одной из плит обелиска «30 лет Победы» в Ульяновске.

## Документы
- Общедоступный электронный банк документов «Подвиг Народа в Великой Отечественной войне 1941—1945 гг.» Дата обращения: 21 апреля 2013. Архивировано из оригинала 13 марта 2012 года.

Представление к званию Героя Советского Союза. Дата обращения: 21 апреля 2013. Архивировано 30 апреля 2013 года.
Указ Президиума Верховного Совета СССР о присвоении звания Героя Советского Союза. Дата обращения: 21 апреля 2013. Архивировано 30 апреля 2013 года.
Медаль «За боевые заслуги» (приказ о награждении). Дата обращения: 21 апреля 2013. Архивировано 30 апреля 2013 года.
- Обобщенный банк данных «Мемориал». Дата обращения: 21 апреля 2013. Архивировано из оригинала 10 мая 2012 года.

ЦАМО, ф. 58, оп. 977521а, д. 887.
ЦАМО, ф. 58, оп. 977520, д. 434.
ЦАМО, ф. 58, оп. 977520, д. 218.